# Casio Loopy
La Casio Loopy és una consola de joc destinada a adolescents femenines, amb una impressora tèrmica inclosa per a crear pegatines; només es publicaren deu jocs per al sistema.
També anomenada My Seal Computer SV-100, Casio comercialitzà la consola en octubre de 1995 en exclusiva per al mercat japonés: la característica més singular de la màquina és la possibilitat d'imprimir una captura de pantalla en paper tèrmic que, amb l'afegit del perifèric Magical Shop, pot obtindre'n d'un reproductor DVD extern.
Comercialitzada uns pocs mesos després de la primera cabina fotogràfica Purikura —la Print Club, fabricada per Atlus i Sega— però abans que la impressió de fotos adornades es convertira en moda gràcies al grup de J-Pop SMAP, la Loopy no aplegà a vendre's fora dels Japons: encara que la consola estava dissenyada en origen per a les jóvens japoneses, els colors violats de la carcassa o els corets de la caixa de cartó són un exemple de taxa rosa; molts dels jocs, del gènere otome o Girl Pursues Boy («xica per un xic», abreujat G×B), eren un videojoc de simulació social de l'estil de The Sims, protagonitzats per una xica, que tria parella entre diferents xicons; uns altres eren més infantils, de vestir nines; el joc més popular fon Anime Land, inclòs en la caixa en alguna promoció. Els altres nou jocs publicats foren Bow-Wow Puppy Love Story (joc d'aventura protagonitzat per una mascota), Chanra-kun no Omajinai Paradise (màgia i encanteris), Dream Change (simulador de maquillatge), HARI HARI Seal Paradise (editor d'etiquetes), I Want A Room In Loopy Town! (simulador social), Little Romance (cites romàntiques), Lupiton's Wonder Palette (llibre de pintar), Nigaoe Artist (retoc fotogràfic) i PC Collection (paquet d'ofimàtica).
Com a consola de 32 bits, la Loopy fon coetània de la PlayStation original i de la Nintendo 64, encara que no els representà cap de competència; així i tot, per la seua raresa, és una peça de col·leccioniste molt preuada.